# Pekka Hallberg
Pekka Ilmari Hallberg, född 12 juni 1944 i Joensuu, är en finländsk jurist och ämbetsman. 
Hallberg blev juris kandidat 1967, anställdes vid Högsta förvaltningsdomstolen samma år, blev förvaltningsråd 1981 och domstolens president 1993. Han blev juris doktor 1978 på avhandlingen Hallinto-oikeudellisen valituksen käyttöalasta, vilken behandlar förvaltningsrättslig klagan och baserar på ett digert rättsstatistiskt material. Han blev docent vid Helsingfors universitet 1978 och vid Joensuu universitet 1998. Han blev politices doktor 2004 på avhandlingen The Rule of Law, vilken behandlar rättsstaten.